# Горс-Шу (Північна Кароліна)
Горс-Шу (англ. Horse Shoe) — переписна місцевість (CDP) в США, в окрузі Гендерсон штату Північна Кароліна. Населення — 2430 осіб (2020).

## Географія
Горс-Шу розташований за координатами 35°19′59″ пн. ш. 82°33′42″ зх. д. / 35.33306° пн. ш. 82.56167° зх. д. (35.333147, -82.561536).  За даними Бюро перепису населення США в 2010 році переписна місцевість мала площу 19,61 км², з яких 19,32 км² — суходіл та 0,29 км² — водойми.

## Демографія
Згідно з переписом 2010 року, у переписній місцевості мешкала 2351 особа в 941 домогосподарстві у складі 729 родин. Густота населення становила 120 осіб/км².  Було 1057 помешкань (54/км²).
Расовий склад населення:
| - 96,2 % — білих - 0,8 % — чорних або афроамериканців - 0,7 % — корінних американців - 0,2 % — азіатів - 0,1 % — вихідців з тихоокеанських островів - 1,0 % — осіб інших рас |

До двох чи більше рас належало 1,0 %. Частка іспаномовних становила 2,7 % від усіх жителів.
За віковим діапазоном населення розподілялося таким чином: 20,6 % — особи молодші 18 років, 59,2 % — особи у віці 18—64 років, 20,2 % — особи у віці 65 років та старші. Медіана віку мешканця становила 48,1 року. На 100 осіб жіночої статі у переписній місцевості припадало 95,3 чоловіків;  на 100 жінок у віці від 18 років та старших — 95,7 чоловіків також старших 18 років.
Середній дохід на одне домашнє господарство  становив 79 055 доларів США (медіана — 62 448), а середній дохід на одну сім'ю — 91 444 долари (медіана — 67 784). Медіана доходів становила 42 434 долари для чоловіків та 37 692 долари для жінок. За межею бідності перебувало 9,7 % осіб, у тому числі 9,3 % дітей у віці до 18 років та 4,6 % осіб у віці 65 років та старших.
Цивільне працевлаштоване населення становило 1026 осіб. Основні галузі зайнятості: освіта, охорона здоров'я та соціальна допомога — 28,9 %, роздрібна торгівля — 13,6 %, виробництво — 12,0 %.